# Aedes oreophilus
Aedes oreophilus är en tvåvingeart som först beskrevs av Edwards 1916.  Aedes oreophilus ingår i släktet Aedes och familjen stickmyggor. Inga underarter finns listade i Catalogue of Life.